# 杭锦后旗
40°53′07.16″N 107°08′52.98″E / 40.8853222°N 107.1480500°E
杭锦后旗是内蒙古自治区巴彦淖尔市下辖的一个旗，旗人民政府駐陝壩鎮。

## 历史
清时分属伊克昭盟的达拉特旗、杭锦旗地，清末属五原厅。1929年至1941年属临河县，1942年属米仓县。1953年以米仓县为主体建杭锦后旗。

## 地理
杭锦后旗位于巴彦淖尔市西部，地处河套平原。东与临河区接壤，西傍乌兰布和沙漠与磴口县毗邻，南临黄河与鄂尔多斯市杭锦旗相望，北靠阴山与乌拉特后旗交界。南北长约87公里，东西宽约52公里，总面积1790平方公里。
该旗为古代河套平原农业重地，引黃河灌溉。其中，又有乌拉河、杨家河、黃济渠为骨干。灌溉面积达152万亩。土地肥沃，物产丰盛，其主要特产食用葵花籽颗粒大，可用于榨油、食用。西瓜汁多甜美，枸杞子药用价值很高。

## 行政区划
杭锦后旗下辖9个镇：
陕坝镇、头道桥镇、二道桥镇、三道桥镇、蛮会镇、团结镇、双庙镇、沙海镇、蒙海镇和太阳庙农场。

## 人口
根據第七次人口普查數據，截至2020年11月1日零時，杭錦後旗常住人口為217573人。
杭锦后旗境内的汉语方言主要属于晋语五台片。

## 特产
当地有著名酒厂河套酒业集团，主要产品河套王被当地人认为是酒类上品。
当地特色小吃有头道桥的苹果梨、三道桥的西瓜、沙海镇的枸杞、双庙镇的面粉，团结镇的葵花。还有猪肉烩酸菜、河套硬四盘、陕坝肉焙子、酿皮、糖麻叶、烤羊肉串等十大名吃。

## 交通
- 临哈铁路：杭锦后旗站